# Детройт 1-8-7
«Детро́йт 1-8-7» (англ. «Detroit 1-8-7») — американский телесериал про деятельность подразделения по расследованию убийств в Детройте в жанре полицейской драмы. Сериал был снят режиссёром Джейсоном Ричменом для компании «American Broadcasting Company». В главной роли сериала снимался Майкл Империоли. Первый и пока единственный сезон сериала транслировался на канале «ABC» с 21 сентября 2010 года по 20 марта 2011 года.
Индекс 1-8-7 в названии сериала обозначает статью уголовного кодекса Калифорнии, которая стала сленговым названием для убийства. Любопытно, что в уголовном кодексе штата Мичиган используется другая статья — 750.
13 мая 2011 года показ сериала «Детройт 1-8-7» компанией «ABC» был прекращён. Одновременно со снятием сериала с эфира, режиссёр сериала Джейсон Ричмен заявил, что он допускает возможность продолжения съёмок сериала на кабельных каналах, однако оценивает шансы такого развития событий, как маловероятные.

## Сюжет
Подразделение полицейских в Детройте ежедневно расследуют убийства. Три пары детективов под руководством лейтенанта Маурин Месон работают по разным делам.

## В ролях
- Майкл Империоли — детектив Луис Фитч. Главное действующее лицо сериала. Фитч выделяется среди других детективов своей фанатичной преданностью интересам работы, опытом, нестандартным методам и умением общаться со свидетелями и обвиняемыми. Все его коллеги единодушно утверждают, что есть два типа полицейских — Фитч и все остальные.
- Джон Майкл Хилл — детектив Даймон Вашингтон. Напарник Фитча. Молодой чернокожий детектив, который перешёл в отдел из патрульных и получил огнестрельное ранение в свой первый же день в отделе.
- Натали Мартинес — детектив Ариана Санчес. Девушка кубинского происхождения.
- Ди Джей Котрона — детектив Джон Стоун. Напарник Санчес. У Стоуна и Санчес — служебный роман, который они скрывают от коллег.
- Джеймс Макданиэл[англ.] — сержант Джесс Лонгфорд. Старожил отдела, который проработал там 30 лет. Лонгфорд мечтает выполнить мечту своей покойной жены и выйдя на пенсию, переехать во Флоренцию. Лонгфорд учит итальянский язык и ведёт телефонные переговоры по покупке дома в Италии.
- Шаун Маджумдер[англ.] — детектив Викрам Махаджан. Напарник Лонгфорда.
- Аиша Хиндс — лейтенант Марин Мейсон. Руководитель отдела.
- Эрин Каммингс — доктор Эбби Уорд, медицинский эксперт округа Уэйн.

## Музыка
- Музыку к сериалу написал Дэйв Кушнер.

## Выход DVD
На DVD сериал был выпущен 30 августа 2011 года с пометкой «Полный первый сезон».